# To Be Young, Gifted and Black

To Be Young, Gifted and Black est une chanson de Nina Simone avec des paroles de Weldon Irvine. La chanson est initialement enregistrée et publiée par Nina Simone en 1969. La chanson figure également sur son album Black Gold  de 1970. Elle est considérée comme un hymne du mouvement des droits civiques. Sorti en single, elle a culminé au numéro huit sur le graphique R&B et au numéro 76 sur le Hot 100.  

## Contexte
To Be Young, Gifted and Black a été écrit en mémoire de la dramaturge Lorraine Hansberry, amie de Nina Simone et autrice de la pièce A Raisin in the Sun, décédée en 1965 à l'âge de 34 ans.

## Reprises
Des versions de la chanson ont été enregistrées par : 
- Donny Hathaway, sur l'album Everything Is Everything, 1970.
- Aretha Franklin , sur l'album Young, Gifted and Black, 1972.
- Bob et Marcia dont l'enregistrement de 1970 a atteint le numéro 5 du UK Singles Chart [3] et le numéro 15 en Irlande.
- Le trio jamaïcain rocksteady / reggae The Heptones a enregistré une version pour le label Studio One de Coxsone Dodd en 1970.
- La chanteuse américaine Meshell Ndegeocello a inclus une version de son album hommage de 2012 Pour une Âme Souveraine : une dédicace à Nina Simone.
- Elton John a enregistré une version de To Be Young, Gifted and Black avant son succès solo. Destiné à être publié en tant que version sonore à petit budget de l'original, il a ensuite été réédité sur l'album de compilation Covers as Sung d'Elton John.
- Le rappeur Common a également réalisé une version différente nommée « We Are Young Gifted & Black » en featuring avec Lalah Hathaway.